# Braunau, Schweiz
Braunau är en ort och kommun i distriktet Münchwilen i kantonen Thurgau, Schweiz. Kommunen har 861 invånare (2023).

## Befolkning
| Befolkningsutveckling | Befolkningsutveckling |
| Årtal                 | Invånare              |
| --------------------- | --------------------- |
| 1990                  | 511                   |
| 2004                  | 680                   |

Av de 673 invånarna (2007) hade 39 av dem medborgarskap i andra stater än Schweiz.

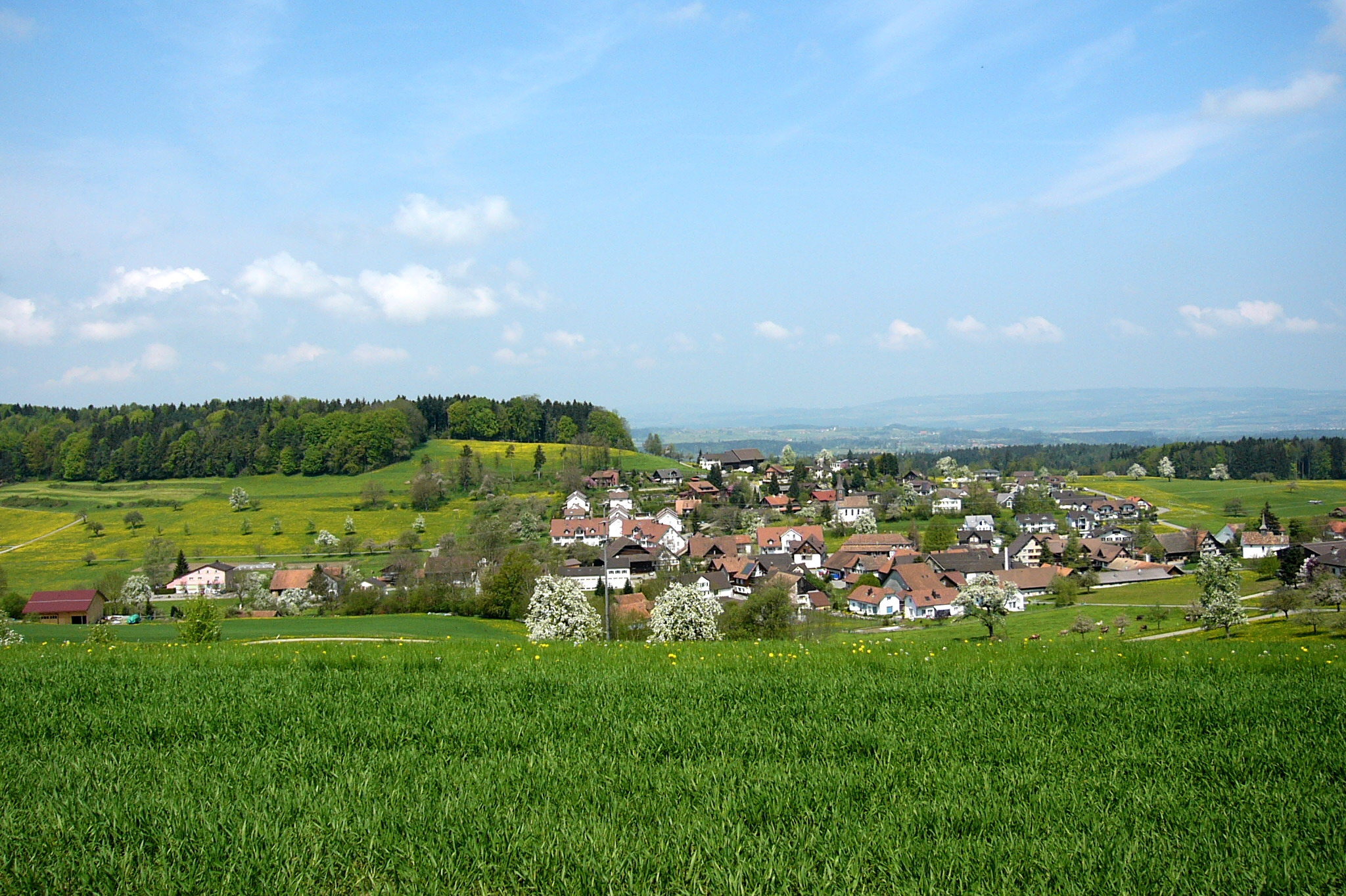